# Merope (Giacomelli)
La Merope è un dramma serio per musica in tre atti, su libretto di Apostolo Zeno, rivisto da Benedetto Domenico Lalli, e musica di Geminiano Giacomelli. Fu rappresentato per la prima volta nel Teatro Grimani di San Giovanni Grisostomo, a Venezia, il 20 febbraio 1734, in occasione del carnevale, con scenografie di Alessandro Mauro, coreografia di Francesco Aquilante e costumi di Natale Canciani.

## Trama
Il dramma racconta la vicenda di Merope, regina di Messenia, privata del trono e della famiglia da Polifonte, che le uccise marito e due figli e si fece nuovo tiranno del paese. Epitide, terzo e unico figlio sopravvissuto della sventurata regina e ritenuto scomparso, divenuto adulto torna a Messene sotto falso nome. Nel momento più drammatico e orribile della tragedia (Polifonte dispone la morte di Merope per agonia legata al cadavere del presunto figlio), un inatteso colpo di scena prepara il finale lieto, con la vittoria dei giusti (Epitide libera la madre e riconquista il trono) e la condanna dei malvagi (Polifonte).

## Genesi
Il mito di Merope, già materia di una perduta opera di Euripide, era già stato trattato più volte in tragedia da autori italiani, con diverse varianti, anche con lieto fine.
Il libretto riprende un vecchio lavoro di Apostolo Zeno, composto nel 1711 e allora allestito con la musica di Francesco Gasparini. Il testo dello Zeno, forse il migliore testo per musica da lui composto, esprime la cosiddetta "riforma" che egli volle avviare per l'opera lirica, e con la quale intendeva rivalutare, rispetto alla musica e al virtuosismo dei cantanti, il valore letterario e morale del libretto d'opera: il libretto dello Zeno si caratterizza quindi per il rispetto delle unità aristoreliche, l'assenza di situazioni comiche e l'eliminazione dei ruoli buffi, la riduzione del numero dei personaggi e l'attenzione alla loro descrizione psicologica. Sul semplice intreccio della vicenda, Zeno disegna caratteri drammatici, più che descrivere vicende o ambientare situazioni: Epitide è lacerato fra il desiderio di punire e detronizzare Polifonte e il sospetto che proprio la madre sia colpevole della strage dei propri familiari; da parte sua Merope, non avendo riconosciuto il figlio, continua a subire l'oppressione di Polifonte, teme che lo straniero le sia nemico e che sia addirittura lui l'assassino del marito e dei figli.
Tuttavia, i nuovi libretti dello Zeno furono quasi sempre profondamente riadattati dai compositori e dai responsabili dell'allestimento, in quanto ritenuti poco adatti alle esigenze sceniche e ai gusti del pubblico, e a volte anche per corrispondere ai capricci dei cantanti. Nel caso della Merope, il libretto dello Zeno fu radicalmente riadattato da Domenico Lalli, che del Teatro di San Giovanni Grisostomo fu anche impresario.
Il libretto, di pagine 70, fu stampato a Venezia nel 1734, presso Marino Rossetti in Merceria all'Insegna della Pace.

## La prima rappresentazione
La prima rappresentazione cade in un contesto in cui l'opera veneziana aveva perduto la propria identità a favore della ormai ben più fortunata tradizione napoletana. Il successo di un'opera dipendeva sempre più dai cantanti, cosicché per la stagione del 1734 il teatro di San Giovanni Grisostomo (il più prestigioso di Venezia, ma non più nel suo periodo aureo) scritturò due stelle della scena lirica: i cantanti lirici castrati Carlo Broschi (più noto come Farinelli) e Gaetano Majorano detto Caffarelli. Da parte sua il compositore Giacomelli, già noto nei teatri veneziani e sensibile all'indirizzo lirico napoletano, corrispondeva bene ai nuovi gusti del tempo.

## La musica e le arie

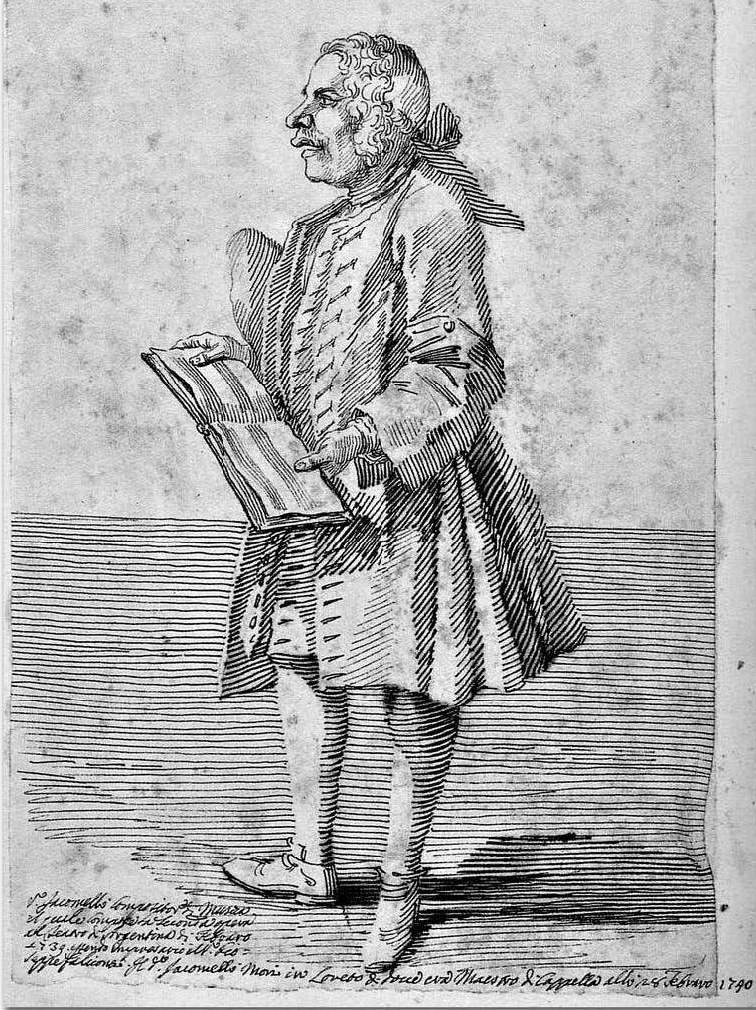
Geminiano Giacomelli (caricatura di Pier Leone Ghezzi)

«La musica di Giacomelli, che concentra, come d'uso, il suo interesse nelle arie, offre con i due recitativi accompagnati di Merope (uno di sdegno, I,11, e l'altro di dolore, II,11) i migliori momenti d'introspezione drammatica di tutta l'opera. La musica in genere si sovrappone al testo col preciso intento di cogliere aspetti più intimi del personaggio, più che ambientare situazioni. In questo senso interessante è il sapiente utilizzo della tripartizione delle arie (a, b, a) per proporre doppiezze o contraddizioni: la sezione a è ciò che appare, b il sentimento vero (ad esempio le arie di Trasimede e Polifonte, I,4 e I,5)».
Notevole per intensità drammatica l'aria Sposa, non mi conosci. Madre, tu non m'ascolti (III, 7), cantata da Epitide. L'aria fu riadattata e utilizzata dal Vivaldi nel Bajazet (1735), che tecnicamente è un pastiche, con variazione del testo e della situazione (Sposa son disprezzata, fida son oltraggiata). L'aria più celebre della Merope è però Quell'usignolo che innamorato (II,4), cantata da Epitide e composta espressamente per il Farinelli, del quale conosciamo le variazioni impressionanti che su quest'aria egli era solito eseguire: un modello eccezionale di tecnica vocale settecentesca, dove ogni frase è variata e addirittura ogni singola fermata prevede cadenza (ben sette in tutta l'aria, fino a dodici misure di vocalizzi ciascuna). La tradizione vuole che il Farinelli, per gli oltre venti anni nei quali fu al servizio dei re di Spagna Filippo V e Ferdinando VI di Borbone, l'abbia cantata ogni sera, in particolare come terapia per il primo, sofferente di depressione e nevrastenia.
È liberamente disponibile la registrazione dell'esecuzione avvenuta nel Concertgebouw (Amsterdam) il 5 febbraio 2022.

## Personaggi e vocalità
| Ruolo                                           | Voce      | Cast prima rappresentazione (1734)            |
| ----------------------------------------------- | --------- | --------------------------------------------- |
| Polifonte, tiranno di Messene                   | tenore    | Francesco Tolve                               |
| Merope, regina di Messenia, vedova di Cresfonte | contralto | Lucia Facchinelli                             |
| Epitide, figlio di Merope                       | soprano   | Carlo Broschi, detto Farinello (castrato)     |
| Argia, principessa dell'Etolia                  | soprano   | Maria Teresa Pieri                            |
| Trasimede, capo del Consiglio di Messenia       | soprano   | Gaetano Majorano, detto Gafarellio (castrato) |
| Licisco, ambasciatore dell'Etolia               | contralto | Catterina Giorgio (en travesti)               |
| Anassandro, confidente di Polifonte             | contralto | Antonio Baldi (castrato)                      |

Tuttavia, in altre fonti: Merope e Liscisco sono indicati come soprani, Argia come contralto.